# Ноктюрн (фильм, 1946)
«Ноктюрн» (англ. Nocturne) — фильм нуар режиссёра Эдвина Л. Марина, который вышел на экраны в 1946 году.
Фильм рассказывает о детективе полиции (Джордж Рафт), который, игнорируя указания руководства, ведёт расследование убийства популярного композитора и сердцееда, выходя на нескольких подозреваемых, в одну из которых (Линн Бари) в итоге влюбляется.
Критики в целом положительно оценили картину за хороший темп и атмосферу, а также отметили хорошую актёрскую игру, при этом обратив внимание на определённые недоработки в сценарии.

## Сюжет
В своём шикарном особняке на Голливудских холмах популярный композитор и плейбой Кит Винсент (Эдвард Эшли) встречается с женщиной, которую называет Долорес. Наигрывая посвящённую ей мелодию, которую он назвал «Ноктюрн», композитор рассказывает, что у него было немало женщин, и каждой из них он посвящал песню, после чего разрывал с ними отношения. Кит предлагает Долорес съездить одной на курорт за его счёт, и на этом завершить их отношения. В этот момент раздаётся выстрел, и Кит падает замертво у рояля. Руководство расследованием поручено лейтенанту Хэберсону (Уолтер Сэнд), который на основании отпечатков Кита на ручке револьвера и следов пороха на рукаве сразу же заключает, что это было самоубийство. Присутствующий на осмотре места преступления его коллега Джо Уорн (Джордж Рафт) сомневается в том, что всё настолько просто. По его мнению, у Кита не было мотива совершать самоубийство, так как он был богат, имел отличный дом и пользовался большим успехом у женщин. Кроме того, в момент убийства он работал над очередной композицией «Ноктюрн», ноты которой находились на пюпитре рояля, а также заказал своему слуге Эухемио (Руди Роблес) купить различные бытовые товары, которыми собирался пользоваться. Джо обращает внимание на целую галерею фотопортретов молодых привлекательных женщин на стене в гостиной Кита. Эухемио поясняет, что это бывшие подружки хозяина, настоящих имён которых он не знает, так как Кит называл их всех именем «Долорес». Выяснив личности женщин, Джо обходит их по очереди, предполагая, что у кого-то из них мог быть мотив убить Кита, однако выясняется, что у всех женщин было твёрдое алиби на момент убийства. Джо возвращается в квартиру Кита, чтобы повесить фотографии на место, замечая, что недавно на стене висела ещё одна фотография. Выяснив, что все фотопортреты для Кита делал известный фотограф Чарльз Шоун (Джон Баннер), Джо устанавливает через него имя последней девушки — актрисы Фрэнсис Рэнсом (Линн Бари). Во время встречи в шикарном открытом бассейне Фрэнсис в подробностях рассказывает, что она делала в день гибели Кита, тем самым показывая, что у неё есть твёрдое алиби. Однако при проверке алиби Джо выясняет, что оно было заранее сфабриковано. В этот момент шеф полиции объявляет Джо предупреждение за самовольство и недопустимую форму ведения допросов свидетелей, и приказывает ему работать исключительно под руководством лейтенанта Хэберсона. Однако, игнорируя поручения руководителя следовательской группы, Джо снова направляется к Фрэнсис, приглашая её в ночной клуб «Киборд», где, как выясняется, в качестве певицы выступает младшая сестра Фрэнсис по имени Кэрол Пейдж (Вирджиния Хьюстон). Джо, который забрал ноты Кита, просит клубного пианиста Неда «Фингерса» Форда (Джозеф Певни) сыграть недописанный «Ноктюрн», и Нед сразу догадывается, кто был автором произведения. Джо тем временем наблюдает за реакцией сестёр на музыку, при этом Фрэнсис проявляет сдержанный интерес, а Кэрол наоборот начинает заметно нервничать и роняет стакан. После завершения работы Джо вызывается проводить Кэрол домой. По дороге он выясняет, что Кэрол слышала, как Фрэнсис играла эту песню, а также знает, что сестра была у Винсента в ночь его гибели. Кэрол также говорит, что Фрэнсис сняла свою фотографию со стены в гостиной Кита вскоре после того, как он бросил её, то есть примерно за неделю до его смерти. Джо снова приходит к Фрэнсис, прямо спрашивая, «как она это сделала», однако Фрэнсис всё отрицает. Когда Джо выходит на улицу, на него набрасывается вышибала из клуба «Киборд» по имени Эрик Торп (Берн Хоффман), который жестоко избивает детектива. Оказавшись в госпитале, Джо сталкивается там со Сьюзен Фландерс (Мирна Делл), домохозяйкой Кита и бывшей воровкой. Её также жестоко избили этим вечером, однако она отказывается объяснять, что с ней произошло. Мать Джо (Мэйбл Пейдж), которая активно участвует в обсуждении дел сына, наводит его на мысль, что во время убийства могло быть два выстрела, второй из которых был холостым, когда кто-то вложил револьвер в руку застреленного Кита и ещё раз выстрелил в уже существовавшую рану. Джо находит Фрэнсис на съёмочной площадке, снова пытаясь добиться от неё правды, однако она отрицает все его предположения, настаивая на своей невиновности. Вскоре Джо по телефону приглашают к Шоуну по срочному делу. Прибыв на место, Джо видит, что Шоун повешен в своей мастерской. Когда в доме появляется полиция, Джо незаметно скрывается, перед уходом обратив внимание, что дневник Шоуна открыт на странице с адресом Френсис. Детектив немедленно приезжает домой к Фрэнсис, обнаруживая её в полубессознательном состоянии, так как кто-то пытался отравить её газом. Джо вовремя открывает окна и выключает газ, спасая Фрэнсис от смерти. Услышав звук полицейских сирен, Джо забирает вложенную в печатную машинку «признательную записку» Фрэнсис, в которой она «признаётся» в убийстве Кита. Джо быстро приезжает в клуб «Киборд», где на него вновь набрасывается Торп, который вновь жестоко избивает детектива. Однако Джо удаётся схватить кофейник с горячим кофе и плеснуть им в лицо Торпу. Пока тот приходит в себя, Джо несколько раз бьёт громилу по голове, после чего запирает его в комнате. Вернувшись в зрительный зал, Джо находит Кэрол, обвиняя её в убийстве Кита, так как ему удалось выяснить, что у неё был роман с композитором, и он посвятил «Ноктюрн» именно ей. Кэрол пытается всё отрицать, однако теряется, когда в клуб входит живая Фрэнсис. В конце концов, Джо вынуждает Фингерса, который оказался мужем Кэрол, сознаться том, что это он убил Кита из ревности, затем убил Шоуна как опасного свидетеля, и пытался убить Фрэнсис, которая могла обо всём догадаться. После этого Фингерс достаёт револьвер и собирается застрелить Джо, однако тому удаётся схватиться за оружие. Между мужчинами начинается драка, в этот момент в клубе появляется полиция, которая арестовывает Фингерса и Кэрол, а также Торпа, который работал на Фингерса. С Фрэнсис снимаются все подозрения, и она обнимается с Джо, который больше не скрывает, что влюблён в неё.

## В ролях
- Джордж Рафт — Джо Уорн
- Линн Бари — Фрэнсис Рэнсом
- Вирджиния Хьюстон — Кэрол Пейдж
- Джозеф Певни — Нед «Фингерс» Форд
- Мирна Делл — Сьюзен Фландерс
- Уолтер Сэнд — лейтенант полиции Хэлберсон
- Мэйбл Пейдж — миссис Уорн
- Эдвард Эшли — Кит Винсент
- Берн Хоффман — Эрик Торп
- Куини Смит — Куини, соседка Норы по комнате
- Мэк Грэй — Гратц
- Руди Роблес — Эухемио (в титрах не указан)
- Джон Баннер — Чарльз Шоун (в титрах не указан)
- Грета Гранстедт — Клара (в титрах не указана)

## Создатели фильма и исполнители главных ролей
Как отметил историк кино Хэл Эриксон, «продюсером этой мрачной детективной мелодрамы была Джоан Харрисон, которая на протяжении многих лет работала в команде Альфреда Хичкока». По словам Фрэнка Миллера, "она начала работать в индустрии в 1933 году, когда Хичкок нанял её в качестве своего секретаря. Получив бесценные уроки мастерства у мастера саспенса, она в конце концов поднялась до сценариста таких классических фильмов, как «Ребекка», «Иностранный корреспондент» (оба — 1940) и «Подозрение» (1941). Затем, по словам Миллера, она начала работать самостоятельно, став продюсером классического нуара «Леди-призрак» (1944), а также ещё одного фильма нуар «Странное дело дяди Гарри» (1945), обе картины поставил Роберт Сиодмак на студии Universal. Как указывается на сайте Американского института киноискусства, «Ноктюрн» стал первой работой Харрисон для студии RKO Pictures, и, по информации «Голливуд Репортер», помимо продюсерских обязанностей она принимала участие и в работе над сценарием этой картины. По словам Миллера, на тот момент Харрисон была всего одной из трёх продюсеров-женщин в Голливуде (двумя другими были Гарриет Парсонс и Вирджиния Ван Апп). Позднее Харрисон вернулась к Хичкоку в качестве продюсера его многолетних телесериалов «Альфред Хичкок представляет» (1955—1962) и «Час Альфреда Хичкока» (1962—1965).
Джефф Майер пишет, что сценарист Джонатан Латимер добился известности, написав для студии Paramount по роману Дэшила Хэммета сценарий фильма нуар «Стеклянный ключ» (1942). Во время Второй мировой войны он служил в военно-морском флоте, а затем перебрался в Ла-Хойу, где стал близким другом Рэймонда Чендлера и его жены Кисс. В течение следующих трёх лет Латимер написал несколько сценариев фильмов нуар для кинокомпаний RKO и Paramount, включая «Ноктюрн» (1946), «Мне не поверят» (1947, продюсером была Харрисон), «Большие часы» (1948) и «У ночи тысяча глаз» (1948) по роману Корнелла Вулрича.
По словам историка кино Дэвида Хогана, с начала 1930-х годов Эдвин Л. Марин зарекомендовал себя как «умелый, хотя и не выдающийся режиссёр фильмов категорий В и В+, запомнившись крепкой экранизацией семейной сказки „Рождественский хорал“ (1938). В 1940-е годы Марин с успехом поработал с Рафтом ещё дважды — на фильмах нуар „Джонни Эйнджел“ (1945) и „Уличная гонка“ (1948)».
Как указывает Фрэнк Миллер, этот фильм «был одной из многочисленных попыток Джорджа Рафта отделаться от прилипшего к нему образа гангстера. Хотя актёр вырос в нью-йоркском районе Адская кухня и добился первого крупного успеха на экране в роли подручного Пола Муни в гангстерском нуаре „Лицо со шрамом“ (1932), Рафту надоело постоянно пребывать в амплуа кровавого бандита». Помимо многочисленных гангстерских ролей в фильмах 1930-х годов, на имидж Рафта негативно влияло и то, что он числил среди своих друзей нескольких реальных гангстеров, в частности, Багси Сигела. Как и в случае с «Ноктюрном», Рафт не раз и «не всегда обоснованно настаивал на внесении изменений в сценарии своих фильмов с тем, чтобы сделать своих персонажей более приятными».
По словам Миллера, для фильма категории В «актёрский состав был превосходным, начиная с исполнительницы главной роли Линн Бари, которая заслужила титул „королевы фильмов В“». Подписав контракт с 20th Century Fox, Бари быстро заняла типичное место актрисы второго уровня, играя роли второго плана в фильмах категории А и главные роли в фильмах категории В. В фильмах категории А её чаще всего брали на роли «другой женщины», которая пытается похитить героя у таких звёзд, как Элис Фэй в «Хэлло, Фриско, хэлло» (1943) и Линды Дарнелл — в «Сладкий и гадкий» (1944). Однако в фильмах категории В она всегда получала своего героя, хотя обычно это были менее крупные звёзды, такие как Престон Фостер и Рафт. Для съёмок в этой картине студия RKO взяла Бари в аренду у Twentieth Century-Fox.
В роли сестры Бари и певицы, подозреваемой в убийстве, дебютировала Вирджиния Хьюстон, которая, по мнению Миллера, была «многообещающей актрисой, вскоре сыгравшей в фильмах нуар „Из прошлого“ (1947), „Путь фламинго“ (1949), „Рэкет“ (1951) и „Внезапный страх“ (1952), а также исполнила роль главной героини Джейн в приключенческом фильме „Муки Тарзана“ (1951) с Лексом Баркером в роли человека-обезьяны». Однако после автоаварии 1950 года и женитьбы в 1952 году Хьюстон завершила свою кинокарьеру.
По информации Американского института киноискусства, «фильм также стал актёрским дебютом Джозефа Певни, сыгравшего в нескольких картинах, прежде чем стать успешным режиссёром в кино и особенно на телевидении». Как пишет Миллер, после роли «безумного пианиста Фингерса» в этом фильме он сыграл в паре фильмов нуар высшего уровня, таких как «Тело и душа» (1947) с Джоном Гарфилдом, и «Воровское шоссе» (1949) с Ричардом Конте, а затем перешёл в режиссёры. Среди наиболее известных его фильмов «Знакомьтесь — Дэнни Уилсон» (1952) с Фрэнком Синатрой и «Человек с тысячью лиц» (1957) с Джеймсом Кэгни в роли Лона Чейни. В конце концов, он переключился на телевидение, где поставил несколько десятков эпизодов популярных телесериалов, включая «Звёздный путь» (1967—1968) и «Бонанза» (1968—1972).
Закругляют актёрский состав такие надёжные исполнители категории В, как Мейбел Пейдж в роли матери Рафта, а также Джек Нортон, который «выдал свой обычный типаж в эпизодической роли пьяницы».

## История создания и прокатная судьба фильма
Журнал «Голливуд Репортер» сообщал, съёмки должны были вестись по «всему Голливуду», включая популярный кинотеатр Pantages, общежитие Hollywood Studio Club для молодых женщин, занятых в кинобизнесе, и перекрёсток Голливудского бульвара с Вайн-Стрит, который в то время был местом концентрации многих организаций в сфере кино- и радиобизнеса.
По словам Хэла Эриксона, «как и предыдущая картина Рафта на RKO, „Джонни Эйнджел“, этот фильм показал отличные коммерческие результаты, принеся прибыль в 568 тысяч долларов».

## Оценка фильма критикой

### Общая оценка фильма
После выхода картины журнал Variety дал ей высокую оценку, написав, что «это детективный триллер с жёсткой атмосферой, множеством экшна и саспенса, которые обеспечивает режиссура Эдвина Л. Марина». Хотя, по мнению автора рецензии, «существует некоторая неясность относительно того, как увязаны между собой все нити повествования, однако это, по всей видимости, вызвано сокращениями в связи с необходимостью уложить фильм в сжатые 86 минут времени».
Современный историк кино Адам Брегман назвал картину «быстрым, забавным, но местами клишированным нуаром», а Спенсер Селби охарактеризовал его как «интересный и острый фильм поиска правды главным героем, сочетающий в себе характерные для нуара условности и образы». Миллер подчёркивает, что фильм «добился неожиданного успеха, заработав более полумиллиона долларов во время первого выхода на экраны», что было достигнуто «благодаря атмосферной и мрачной режиссуре, мастерству продюсера и группе крепких актёров категории В». Он также отмечает «нуаровый стиль картины и каноническое присутствие бывшей звезды Warner Bros Джорджа Рафта в роли полицейского детектива, который рискует своей работой ради того, чтобы доказать начальству его неправоту». По мнению Хогана, это «недооценённый фильм Марина», в котором «поглощенность женскими образами, конечно, взята прямо из „Лоры“ (где детектив полиции соблазняется портретом умершего персонажа). Но если детектив в „Лоре“ хочет конкретную женщину, то детектив в „Ноктюрне“ хочет любую женщину».
Журнал TimeOut также отмечает, что фильм «топчет ту же землю, что и „Лора“». В этой картине герой Рафта в своей сдержанной манере «превращает расследование в одержимость», и, «пришпориваемый фотографиями любовниц жертвы, идёт типичным путём фетишиста». Деннис Шварц также оценил фильм как «недорогую версию на тему фильма нуар „Лора“». По мнению критика, «это быстрый и энергичный фильм, который выжимает максимум из расследования убийства, обеспечивая глубокое погружение в жизнь тех, кто находится на голливудской периферии», когда «зрителя приглашают в путешествие по типичным ночным клубам 1940-х годов и различным типам жилья того времени в зависимости от уровня дохода их владельцев».

### Визуальное решение фильма
Алан Силвер обращает внимание на «начальную долгую блуждающую съёмку ландшафтной модели Голливудских холмов», которая заканчивается перед окном одиноко стоящего дома. Затем камера проникает в комнату к человеку за фортепиано, и «когда она подходит близко к нему сзади, раздаётся выстрел в упор из пистолета в голову. Камера как будто притягивается звуком фортепиано, удерживает визуальное напряжение во время длинного дубля и берёт зрителя сюрпризом оружейным выстрелом, после чего дубль резко обрывается». Хоган также выделяет этот эпизод картины, где «Марин, Уайлд и оператор по спецэффектам Рассел А. Калли блестяще сработали вместе. С большого расстояния мы получаем божественный ночной вид модернистского дома середины XX века, который стоит на краю одного из Голливудских холмов (скорее всего, это была комбинация миниатюрных моделей, дорисовок, комбинированной съёмки и живого действия). По мере того, как камера медленно опускается сверху, тёмный пейзаж становится всё более детальным, и вскоре крохотная фигура появляется в подсвеченном окне дома. По мере того, как камера опускается ниже, давая всё более крупный план, зритель может рассмотреть детали наружного вида дома и человека внутри, который сидит за фортепиано. Камера продолжает двигаться вперёд и вниз, проходя сквозь окно и оказываясь внутри комнаты. Око камеры изящно перескакивает через левое плечо человека и вокруг его головы — обнажая затенённую фигуру женщины в чёрном, которая молча сидит на заднем плане. Человек, которого зовут Винсент, обращается с несколькими обычными словами к женщине. Лишь после этого монтажёр Элмо Уильямс обрывает дубль. Это производит сильное впечатление». Вскоре «следует ещё одна эффектная сцена, где Винсент и его рояль оказываются справа на заднем плане кадра, в то время, как спереди и слева доминируют стройные женские ноги и высокие каблуки». Во всём этом, по словам Хогана, чувствуется «секс, тайна и скрытая угроза — в общем, чистой воды нуар». Хоган вообще считает эту картину «одним из лучших фильмов Марина» благодаря найденным им визуальным решениям. Как пишет критик, «режиссёр и оператор часто весьма изобретательно играют крупными, средними и задними планами в кадре, с помощью фокуса перенося смысловую нагрузку на интересующий их объект». При этом «камера Гарри Уайлда движется быстро и лаконично в восхитительно затемнённом свете». И, наконец, «сцена, в которой Уорн обнаруживает тело в затуманенном ателье фотографа, является тревожным сочетанием тёмных углов, необычных шумов и откровенного ужаса».

### Оценка личности Джо Уорна
Силвер отмечает, что зрителям изначально известно, что было совершено убийство, однако Уорн не знает об этом, но тем не менее, по какой-то причине он уверен, что это не было самоубийство, как сразу заключило его руководство. По словам киноведа, «отделив таким образом зрителя от главного героя», режиссёр превращает «расследование Уорна с точки зрения зрителя не столько в раскрытие убийства, сколько в выяснение того, что вдохновляет самого Уорна на столь одержимое поведение, которое однако так и не получает исчерпывающего объяснения». По мнению Силвера, нуаровая логика картины подсказывает, что Уорн не столько заинтересован в поимке преступника, сколько «очарован образом жизни жертвы». На стене дорогого дома убитого композитора развешены фотографии многочисленных жертв его амурных побед", и эта картина вступает в резкий «контраст со скромным интерьером маленького дома самого Уорна, в котором тот живёт вместе с матерью». Силвер считает, что «восхищение Уорна можно грубо сравнить с восхищением полицейского детектива Макферсона в фильме „Лора“, однако влечение Уорна к Фрэнсис, конечно, не столь непреодолимо». По мнению Силвера, «до определённой степени Уорн, особенно при сдержанной манере игры Рафта — это загадка. Он ведёт розыск в ночных клубах, закулисных помещениях и даже кинопавильонах, но так и не раскрывает собственных мотивов. На самом деле, Уорна интересует скорее сам факт расследования, чем его результат. Поскольку если композитор является истинной причиной его одержимости, то расследование ему нужно, чтобы слушать его песни и выслеживать его женщин». Экзистенциальная драма Уорна существует только в рамках его расследования, и «когда поиск завершён и убийца пойман, вторая сущность Уорна перестаёт существовать».
Хоган характеризует Джо Уорна как «преданного делу, порой чересчур усердного копа, который живёт с матерью», и уже «созрел для того, чтобы стать одержимым женщиной». Критик отмечает, что «Уорн неоднократно обращается к портретам красавиц — он не только ищет убийцу, он ищет любовь». По мнению Шварца, «Рафт неотразим в роли детектива из Лос-Анджелеса, который одержим выслеживанием убийцы плейбоистого композитора. Создаётся впечатление, что жертва жила той жизнью, которую хотел бы иметь Рафт. Однако он застрял на низкооплачиваемой работе, живет с мамой в скромном доме и не в состоянии общаться с красавицей голливудского типа, о которой только может мечтать. У него нет постоянной девушки в его приземлённой жизни, пока Линн Бари полностью не завладевает его вниманием». По словам Брегмана, «Уорн поглощён делом о самоубийстве, уверенный в том, что это убийство. По ходу своего безжалостного расследования он теряет работу и бьёт другого копа. Фильм не объясняет, почему он настолько поглощён этим делом, однако это типично для многих полицейских мелодрам. В данном случае его одержимость немного чрезмерна, зато подана весело».

### Оценка актёрской игры
Большинство критиков высоко оценили актёрскую игру в фильме. В частности, в рецензии Variety отмечалось, что «Рафт выступает в образе крутого детектива, упрямство которого приводит к раскрытию убийства, первоначально расценённого как самоубийство. В своём фирменном неторопливом, но жёстком стиле он добивается очень сильного исполнения своей роли. Вторая звезда фильма Линн Бари, которая на протяжении большей части фильма является главной подозреваемой, также умело справляется со своей работой. Вирджиния Хьюстон интересна в роли сестры Бари и певицы, исполняя по ходу действия три песни».
Адам Брегман считает, что «фильм содержит выдающиеся актёрские работы Рафта в роли детектива, который нарушает все правила и при этом живёт с мамой, а также Бари в роли роковой женщины в норковом пальто, которая за словом в карман не лезет. Между ними возникает настоящая химия, и их игра удерживает фильм на уровне, даже когда сюжет даёт слабину. Бари великолепна в качестве охотницы за богатством, которая почти сбивает его с дела об убийстве».
Хоган также считает, что «Рафт и Бари хороши в паре», при этом он выделяется «своей сдержанностью эмоций и мощной харизмой, а она — своими загадочными широко расставленными глазами, туманными замечаниями и остроумием» . По мнению Кини, «Рафт выдаёт хорошую сдержанную игру, создавая образ тихого, неповоротливого детектива, живущего вместе с пожилой мамой, которая сама выступает как детектив-любитель».